# Élections législatives de 1877 dans le Cher
Les élections législatives de 1877 ont eu lieu le 14 octobre.

## Députés élus
|   | Circonscription | Député sortant               |  | Groupe parlementaire | Député élu                       |  | Groupe parlementaire |
| - | --------------- | ---------------------------- |  | -------------------- | -------------------------------- |  | -------------------- |
| 1 | Bourges 1e      | Philippe Devoucoux           |  | Gauche républicaine  | Auguste Louis Albéric d'Arenberg |  | Droite               |
| 2 | Bourges 2e      | Auguste Boulard              |  | Gauche républicaine  | Auguste Boulard                  |  | Gauche républicaine  |
| 3 | Saint-Amand 1e  | Jean Girault                 |  | Extrême gauche       | Jean Girault                     |  | Extrême gauche       |
| 4 | Saint-Amand 2e  | Philippe Devoucoux           |  | Gauche républicaine  | Eugène Rollet                    |  | Extrême gauche       |
| 5 | Sancerre        | Ernest Duvergier de Hauranne |  | Centre gauche        | Ernest Mingasson                 |  | Union républicaine   |

## Résultats à l'échelle du département
| Partis         | Partis              | Premier tour | Premier tour | Sièges |
| Partis         | Partis              | Voix         | %            | Sièges |
| -------------- | ------------------- | ------------ | ------------ | ------ |
|                | Gauche républicaine | 15 841       | 20,24        | 1      |
|                | Légitimistes        | 15 259       | 19,49        | 1      |
|                | Extrême gauche      | 15 129       | 19,33        | 2      |
|                | Bonapartistes       | 12 209       | 15,60        | 0      |
|                | Union républicaine  | 10 896       | 13,92        | 1      |
|                | Constitutionnels    | 8 793        | 11,23        | 0      |
|                | Divers              | 94           | 0,12         | 0      |
|                |                     |              |              |        |
| Inscrits       | Inscrits            | 93 194       | 100,00       | 5      |
| Votants        | Votants             | 78 533       | 84,27        |        |
| Abstentions    | Abstentions         | 14 661       | 15,73        |        |
| Blancs et nuls | Blancs et nuls      | 312          | 0,40         |        |
| Exprimés       | Exprimés            | 78 281       | 99,60        |        |

## Résultats par circonscription

### Arrondissement de Bourges

#### 1recirconscription
| Candidat       | Candidat                         | Étiquette,          | Premier tour | Premier tour |
| Candidat       | Candidat                         | Étiquette,          | Voix         | %            |
| -------------- | -------------------------------- | ------------------- | ------------ | ------------ |
|                | Auguste Louis Albéric d'Arenberg | Légitimiste         | 9 099        | 56,74        |
|                | Philippe Devoucoux               | Gauche républicaine | 6 914        | 43,11        |
|                | Divers                           | Divers              | 24           | 0,15         |
|                |                                  |                     |              |              |
| Inscrits       | Inscrits                         | Inscrits            | 19 401       | 100,00       |
| Votants        | Votants                          | Votants             | 16 090       | 82,93        |
| Abstention     | Abstention                       | Abstention          | 3 311        | 17,07        |
| Blancs et nuls | Blancs et nuls                   | Blancs et nuls      | 53           | 0,33         |
| Exprimés       | Exprimés                         | Exprimés            | 16 037       | 99,67        |

#### 2ecirconscription
| Candidat       | Candidat                           | Étiquette,          | Premier tour | Premier tour |
| Candidat       | Candidat                           | Étiquette,          | Voix         | %            |
| -------------- | ---------------------------------- | ------------------- | ------------ | ------------ |
|                | Auguste Boulard                    | Gauche républicaine | 8 927        | 60,24        |
|                | Etienne Gustave Calande de Clamecy | Bonapartiste        | 5 866        | 39,59        |
|                | Divers                             | Divers              | 25           | 0,17         |
|                |                                    |                     |              |              |
| Inscrits       | Inscrits                           | Inscrits            | 18 098       | 100,00       |
| Votants        | Votants                            | Votants             | 14 871       | 82,17        |
| Abstention     | Abstention                         | Abstention          | 3 227        | 17,83        |
| Blancs et nuls | Blancs et nuls                     | Blancs et nuls      | 53           | 0,36         |
| Exprimés       | Exprimés                           | Exprimés            | 14 818       | 99,64        |

### Arrondissement de Saint-Amand

#### 1recirconscription
| Candidat       | Candidat         | Étiquette,     | Premier tour | Premier tour |
| Candidat       | Candidat         | Étiquette,     | Voix         | %            |
| -------------- | ---------------- | -------------- | ------------ | ------------ |
|                | Jean Girault     | Extrême gauche | 8 076        | 56,01        |
|                | Lucien Corvisart | Bonapartiste   | 6 343        | 43,99        |
|                |                  |                |              |              |
| Inscrits       | Inscrits         | Inscrits       | 17 398       | 100,00       |
| Votants        | Votants          | Votants        | 14 476       | 83,20        |
| Abstention     | Abstention       | Abstention     | 2 922        | 16,80        |
| Blancs et nuls | Blancs et nuls   | Blancs et nuls | 57           | 0,39         |
| Exprimés       | Exprimés         | Exprimés       | 14 419       | 99,61        |

#### 2ecirconscription
| Candidat       | Candidat                 | Étiquette,     | Premier tour | Premier tour |
| Candidat       | Candidat                 | Étiquette,     | Voix         | %            |
| -------------- | ------------------------ | -------------- | ------------ | ------------ |
|                | Eugène Rollet            | Extrême gauche | 7 053        | 53,10        |
|                | Marquis de Saint-Sauveur | Légitimiste    | 6 160        | 46,38        |
|                | Divers                   | Divers         | 9            | 0,07         |
|                |                          |                |              |              |
| Inscrits       | Inscrits                 | Inscrits       | 15 490       | 100,00       |
| Votants        | Votants                  | Votants        | 13 282       | 85,75        |
| Abstention     | Abstention               | Abstention     | 2 208        | 14,25        |
| Blancs et nuls | Blancs et nuls           | Blancs et nuls | 60           | 0,45         |
| Exprimés       | Exprimés                 | Exprimés       | 13 282       | 99,55        |

### Circonscription de Sancerre
| Candidat       | Candidat                 | Étiquette,         | Premier tour | Premier tour |
| Candidat       | Candidat                 | Étiquette,         | Voix         | %            |
| -------------- | ------------------------ | ------------------ | ------------ | ------------ |
|                | Ernest Mingasson         | Union républicaine | 10 896       | 55,24        |
|                | Arthur de Chabaud-Latour | Constitutionnel    | 8 793        | 44,58        |
|                | Divers                   | Divers             | 36           | 0,18         |
|                |                          |                    |              |              |
| Inscrits       | Inscrits                 | Inscrits           | 22 807       | 100,00       |
| Votants        | Votants                  | Votants            | 19 814       | 86,88        |
| Abstention     | Abstention               | Abstention         | 2 993        | 13,12        |
| Blancs et nuls | Blancs et nuls           | Blancs et nuls     | 89           | 0,45         |
| Exprimés       | Exprimés                 | Exprimés           | 19 725       | 99,55        |